# Rytigynia macrostipulata
Rytigynia macrostipulata är en måreväxtart som beskrevs av Robyns. Rytigynia macrostipulata ingår i släktet Rytigynia och familjen måreväxter.
Artens utbredningsområde är Kongo-Kinshasa. Inga underarter finns listade i Catalogue of Life.